# 築地町 (刈谷市)
築地町（ついじちょう）は、愛知県刈谷市の町名。現行行政地名は築地町1丁目から築地町5丁目と築地町。郵便番号は448-0011（集配局：刈谷郵便局）。

## 地理
刈谷市の北部に位置する。洪積台地の縁辺部に位置し、北側には逢妻川が流れる。一丁目、二丁目、三丁目、四丁目、五丁目と荒田、新田、西縄・向島、矢田山に分けられる。
西で新田町、北東で一ツ木町、南で青山町、南部で恩田町と接する。また、逢妻川を境界として泉田町とも接する。

## 歴史

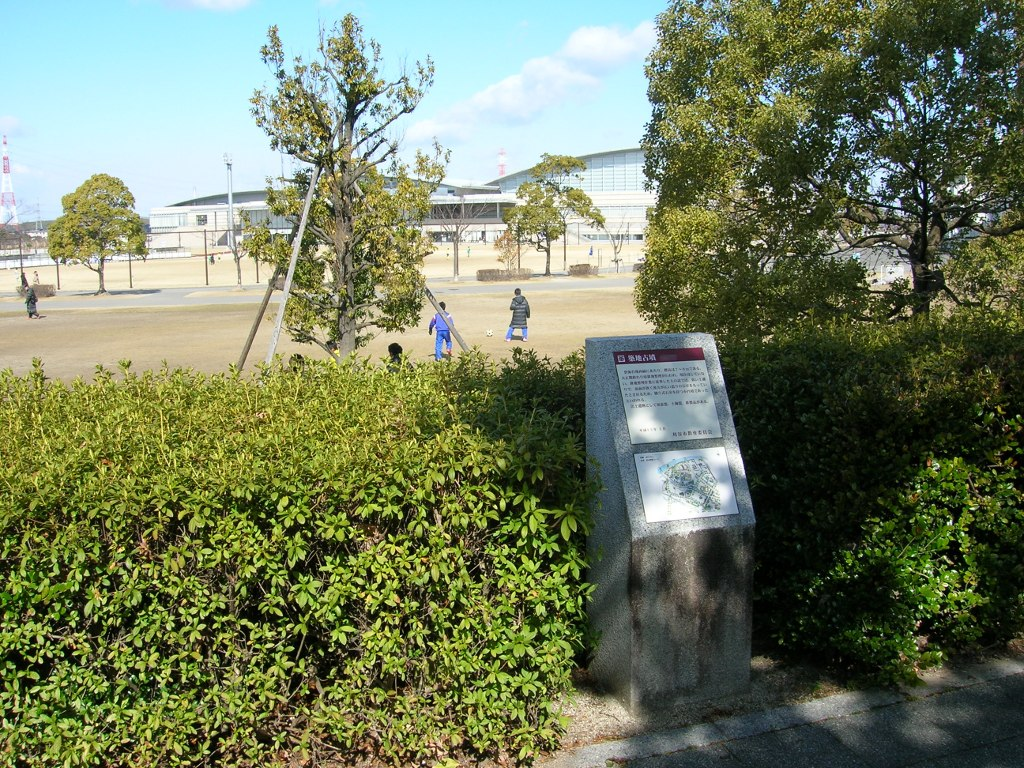
築地古墳跡地

縄文時代後期の築地貝塚とよばれる貝塚があり、築地古墳と呼ばれる小円墳もあった。逢妻川の入江には寄り神信仰を伝える御船塚がある。もともと宮地村と称していたが、往古に前右大臣の善相清行という人物がこの地を訪れて熊野神社を祀り、善相清行の子孫が村名を築地としたと伝わる。
江戸時代の築地村は刈谷藩領であり、稲作や綿作などが行われた。『寛永高附』や『元禄郷帳』による村高は263石余、『天保郷帳』による村高は322石余、『旧高旧領』による村高は326石余。西縄、新田、向嶋、矢田山、クテ、後田、銭成、二反田、地内、森西、北割、東畑、大日、山ノ畑、東屋敷、小山渡、長辻、新切道北、池南の19の字に分けられていた。
1889年（明治22年）には町村制が施行され、築地村と一ツ木村が合併して一ツ木村が発足、一ツ木村には大字築地が設置された。17年後の1906年（明治39年）、一ツ木村と逢見村と境村と東境村が合併して富士松村が発足し、富士松村には大字築地が引き継がれた。1910年（明治43年）以降には逢妻川沿いの字西縄と字向島にある低湿地の床上げが行われた。
太平洋戦争後の1955年（昭和30年）には富士松村が刈谷市に編入合併され、刈谷市には大字築地が引き継がれた。1956年（昭和31年）の世帯数は112、人口は651だった。
1970年（昭和45年）には大字築地が廃止され、築地町という町名が設置された。

## 世帯数と人口
2019年（令和元年）6月1日時点の世帯数と人口は以下の通りである。刈谷市北部にある9町の中では、一ツ木町、東境町に次いで3番目に多かった。
| 丁目        | 世帯数    | 人口    |
| ----------- | --------- | ------- |
| 築地町1丁目 | 831世帯   | 1,903人 |
| 築地町2丁目 | 449世帯   | 969人   |
| 築地町3丁目 | 729世帯   | 1,712人 |
| 築地町4丁目 | 189世帯   | 534人   |
| 築地町5丁目 | 455世帯   | 1,041人 |
| 計          | 2,653世帯 | 6,159人 |

### 人口の変遷
国勢調査による人口の推移
| 1995年（平成7年）  | 4,102人 | [ 7 ]  |  |
| 2000年（平成12年） | 4,738人 | [ 8 ]  |  |
| 2005年（平成17年） | 5,274人 | [ 9 ]  |  |
| 2010年（平成22年） | 5,669人 | [ 10 ] |  |
| 2015年（平成27年） | 5,903人 | [ 11 ] |  |

## 教育

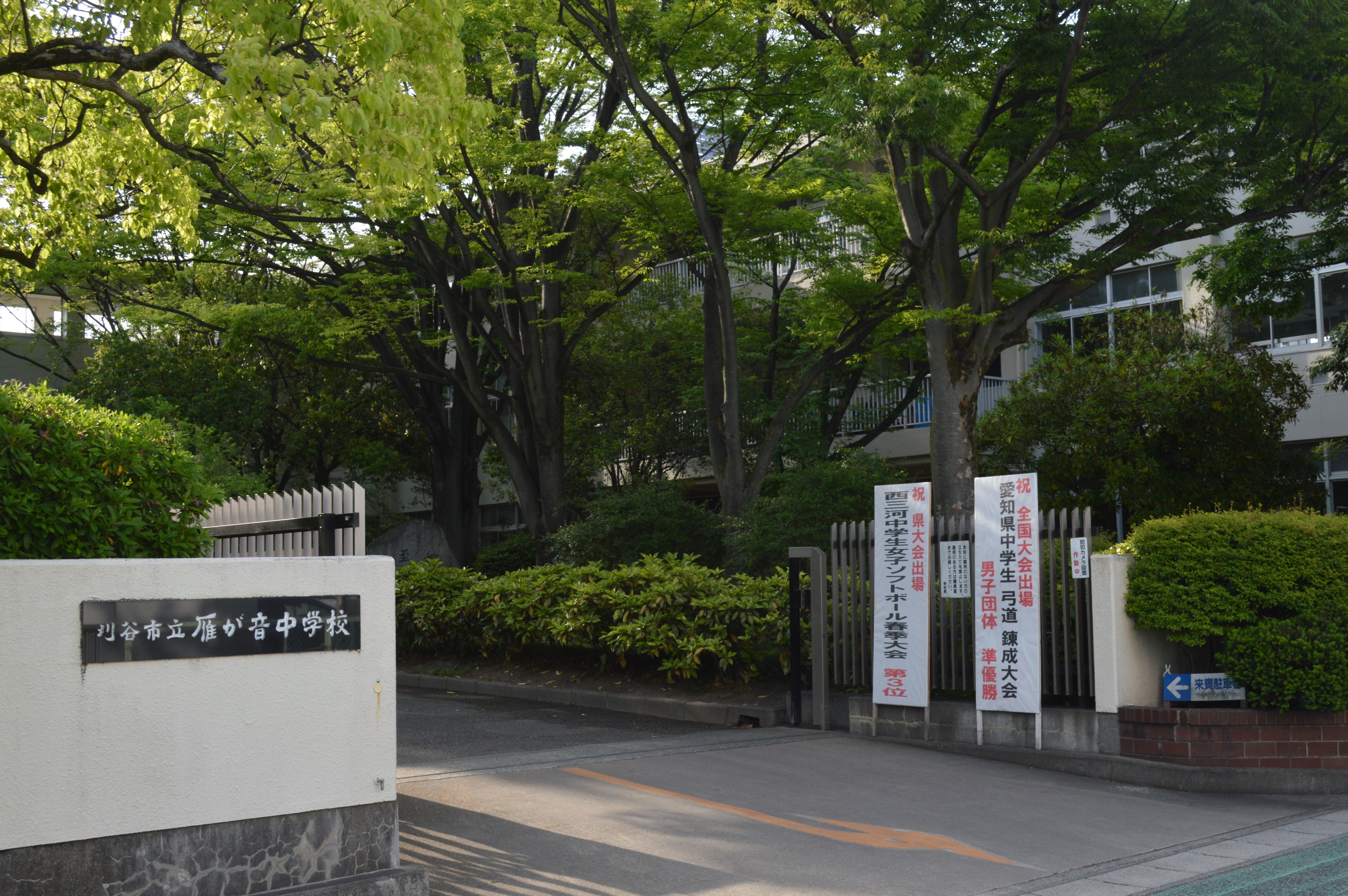
刈谷市立雁が音中学校

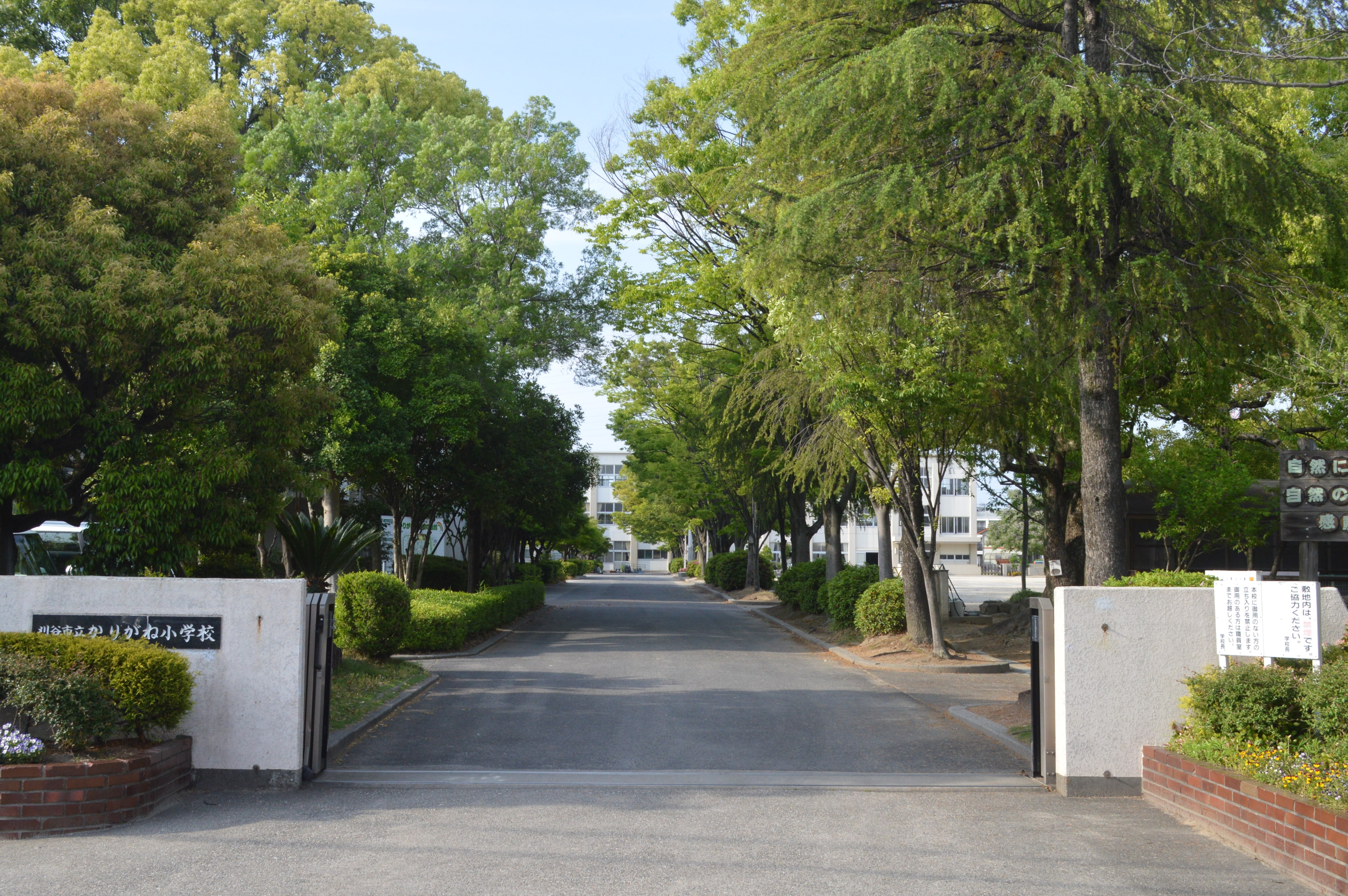
刈谷市立かりがね小学校

- 刈谷市立雁が音中学校 - 1982年に刈谷市立富士松中学校などの学区が分割されて開校[1]。刈谷市内で最も敷地面積が広く、最も生徒数が多い中学校。
- 刈谷市立かりがね小学校 - 1971年に刈谷市立富士松南小学校などの学区が分割されて開校[1]。刈谷市内の小学校で最も生徒数が多い。

### 学区
市立小・中学校に通う場合、学区は以下の通りとなる。
| 丁目        | 番・番地等 | 小学校                 | 中学校               |
| ----------- | ---------- | ---------------------- | -------------------- |
| 築地町1丁目 | 全域       | 刈谷市立かりがね小学校 | 刈谷市立雁が音中学校 |
| 築地町2丁目 | 全域       | 刈谷市立かりがね小学校 | 刈谷市立雁が音中学校 |
| 築地町3丁目 | 全域       | 刈谷市立かりがね小学校 | 刈谷市立雁が音中学校 |
| 築地町4丁目 | 全域       | 刈谷市立かりがね小学校 | 刈谷市立雁が音中学校 |
| 築地町5丁目 | 全域       | 刈谷市立かりがね小学校 | 刈谷市立雁が音中学校 |

## 交通
刈谷市公共施設連絡バスのバス停が設置されており、一ツ木線、東境線、西境線の3路線が通っている。一ツ木線は刈谷市総合運動公園や刈谷市立雁が音中学校などにバス停があり、東境線はJA産直センター刈谷中部や刈谷市総合運動公園や刈谷市立かりがね小学校などにバス停があり、西境線は刈谷市総合運動公園や築地市民館などにバス停がある。
隣接する一ツ木町には名鉄名古屋本線の一ツ木駅がある。

## 施設

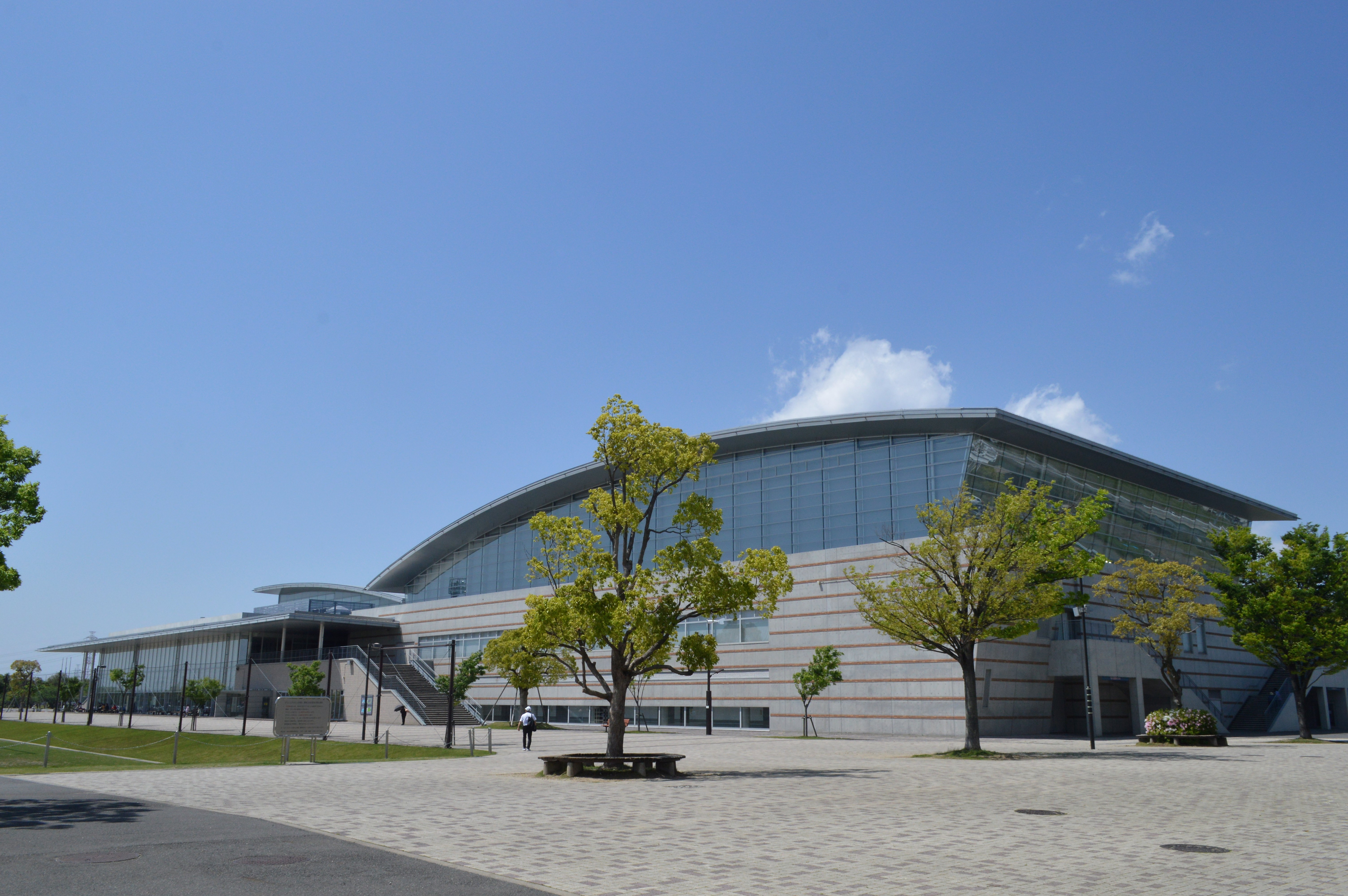
ウィングアリーナ刈谷

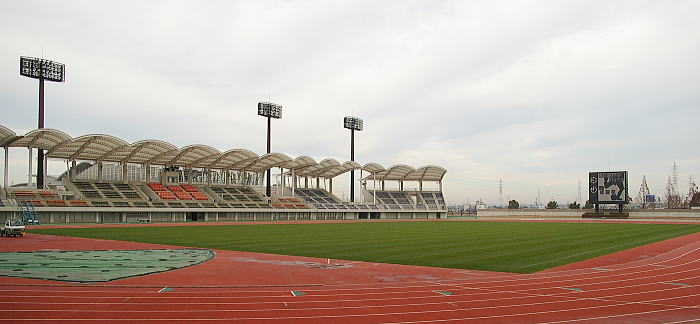
ウェーブスタジアム刈谷

- 刈谷市総合運動公園 - かつてこの地には築地古墳という円墳があった。
  - ウィングアリーナ刈谷 - 多目的アリーナ。
  - ウェーブスタジアム刈谷 - 陸上競技場。
- 築地市民館 - 1986年完成[1]。
- 築地排水機場 - 1970年完成[1]。

## 名所・旧跡
- 築地古墳 - 横穴式石室を持つ小規模な円墳であったとされる。また、町域内の熊野神社にはこの築地古墳から移築された石室があるとされる。
- 熊野神社 - 築地村の村社[1]。築地古墳から発掘された石室が移築されたとされる。
- 東照寺 - 曹洞宗の寺院[1]。
- 竜泉庵 - 曹洞宗の寺院[1]。
- 誓願寺 - 浄土真宗の寺院[1]。
- 神宮寺 - 浄土宗の寺院[1]。